# Battalion (comics)
 (septembre 2022).
Si vous disposez d'ouvrages ou d'articles de référence ou si vous connaissez des sites web de qualité traitant du thème abordé ici, merci de compléter l'article en donnant les références utiles à sa vérifiabilité et en les liant à la section « Notes et références ».
Pour les articles homonymes, voir Battalion.
Battalion (Jackson King) est un super-héros créé par Wildstorm Comics (John McRea). Il est apparu pour la première fois dans Stormwatch #1.

## Origines

### Avant Stormwatch
Jackson King est le fils d'Isaiah King, un ancien membre de Team One. Isaiah King fut exposé aux radiations d'une comète de passage dans l'orbite terrestre, devenant un Seedling (irradié). Team One était à ce moment dans un satellite et les membres furent irradiés plus fortement, développant des pouvoirs supérieurs aux autres seedlings. Jackson et son frère cadet Malcolm héritèrent du potentiel génétique.
Isaiah et son équipe, devenus surpuissants, sombrèrent peu à peu dans la mégalomanie et la folie. Il se fit appeler Despot et Team One se renomma la Warguard. Ils furent arrêtés et Jackson jura de ne pas devenir comme son père.

### Stormwatch
Jackson fut recruté au sein de Stormwatch Prime, équipe de crise des Nations unies, géré par le Weatherman Henry Bendix depuis le satellite Skywatch. Sous le nom de code de Batallion, il fut l'une des premières recrues avec Nautika, Sunburst et Flashpoint, tous irradiés par la comète et entrainés par Wildstorm. Il devint leader à la place de Flashpoint, trop tête brûlée pour le poste. À la suite d'une mission ratée pendant la Guerre du Golfe, Batallion et Backlash furent les deux seuls agents à s'échapper. Battalion assembla alors Stormwatch One pour remplacer Stormwatch Prime.
Jackson devint l'amant de son équipière Christine Trelane (Synergy, capable d'activer les pouvoirs latents ou d'accroitre ceux des métahumains). Jackson recruta aussi son frère Malcolm. Quand Synergy remplaça Bendix en tant que Weatherman, la relation entre les deux amants s'effrita.
Durant une mission, Jackson fut apparemment tué par un alien ayant usurpé l'identité de Maul, ce qui déclencha un conflit entre son équipe et les WildCATS. En réalité, Batallion avait eu auparavant accès à son futur, et il se cacha pour améliorer ses pouvoirs dans le but d'affronter son père. Warguard s'échappa et battit la plupart des membres de Stormwatch, mais Batallion les sauva.
Après la défaite de Despot, Henry Bendix reprit son poste de Weatherman et il affecta Jackson à un simple rôle d'entraineur, à cause de sa relation avec Synergy. Bendix fut par la suite remplacé par King.
Durant le story-arc Change or die, Batallion fut gravement blessé par Changer Blind. Il reprit son poste pendant quelques mois, jusqu'à ce que des aliens infiltrent Skywatch et éliminent la plupart des membres de Stormwatch. Winter projeta la base dans le soleil, ne laissant que Synergy, Batallion et Flint comme survivants.

### La Monarchie
Les membres de Stormwatch Black, un groupe secret d'agents, n'étant pas basé sur Skywatch, formèrent The Authority. King et Trelane leur servirent de liaison avec les Nations unies, mais Jackson désapprouva les méthodes du groupe, pensant être un simple employé. Jackson et Trelane furent par la suite contactés par les Tisseurs, des créatures puissantes qui les avertirent d'un grand danger. Ils formèrent alors leur propre groupe, la Monarchie.

### Stormwatch: PHD
On revit Batallion dans la série Stormwatch: Post Human Division, groupe qu'il entraina et supervisa.
Jackson mena Stormwatch contre The Authority après qu'une cache de Bendix fut découverte. Aucun des deux groupes ne fit confiance à l'autre pour contrôler les artefacts entreposés.

## Pouvoirs
- Batallion est un télékinésiste, dont l'armure renforce les pouvoirs. L'armure est équipé de cyberarmes, chargées en énergie TK renforcées par son pouvoir. Il peut créer des champs de force et générer des rafales de force solide.
- Batallion développa aussi un don de télépathie, qu'il spécialisa en bouclier psychique.